# معبر (شهر)
 معبر به عربی ( المُعّبرَ ) نام شهری است در استان استان صَنعاء در کشور یمن در شبه جزیره عربستان. این شهر در شمال شهر صنعاء قرار دارد، و از سمت جنوب به راه ارتباطی تَعِز منتهی می‌شود. در این شهر باغ‌های نخل خرما ومزارع کروم انگور و واحات فراوان است. یریم یکی از شهرهای قدیمی  الیمن السعید (یمن خوشبخت) است، چنانکه در وصف آن شاعر جاهلی (معن بن أوس المزینی) سراییده‌است:

توهمت ربعاً بالمعّبر واضحاً 
أبت قرّتاه الیوم الا تراوحاً
أربّت علیه رادة حضرمیة
ومر تجز کأن فیه المصابحاً